# Aleksejs Jurjevs
Aleksejs Jurjevs (* 12. Oktober 1909 in Riga; † 30. September 1985 ebenda) war ein lettischer Radrennfahrer.

## Sportliche Laufbahn
Jurjevs nahm an den Olympischen Sommerspielen 1936 in Berlin teil. Bei den Spielen schied er im olympischen Straßenrennen beim Sieg von Robert Charpentier aus. Die lettische Mannschaft mit Arvīds Immermanis, Mārtiņš Mazūrs und Jānis Vītols kam nicht in die Mannschaftswertung.